# Trent (Dakota del Sud)
Trent è un comune degli Stati Uniti d'America, situato in Dakota del Sud, nella contea di Moody.